# Couverture de Markov

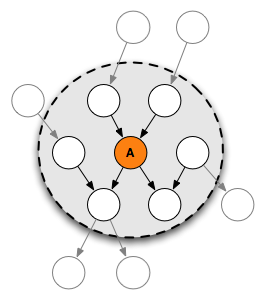
Dans les réseaux bayésiens, la couverture de Markov d'un nœud A inclut ses parents, ses enfants et les parents de ses enfants.

En apprentissage automatique, la couverture de Markov pour un nœud {\displaystyle A} d'un réseau bayésien est l'ensemble des nœuds {\displaystyle \partial A} composés des parents de {\displaystyle A}, de ses enfants et des parents de ses enfants. Dans un réseau de Markov, la couverture de Markov d'un nœud est l'ensemble de ses nœuds voisins. La couverture de Markov peut également être désignée par {\displaystyle MB(A)}.

## Propriétés et intérêt
Chaque ensemble de nœuds dans le réseau est conditionnellement indépendant de {\displaystyle A} lorsqu'il est conditionné sur l'ensemble {\displaystyle \partial A}, c'est-à-dire lorsqu'elle est déterminée sur la couverture de Markov du nœud {\displaystyle A}. La probabilité a la propriété de Markov ; formellement, pour des nœuds distincts {\displaystyle A} et {\displaystyle B} :
{\displaystyle \Pr(A\mid \partial A,B)=\Pr(A\mid \partial A).\!}
La couverture de Markov d'un nœud contient toutes les variables qui bloquent le nœud du reste du réseau. Cela signifie que la couverture de Markov d'un nœud est la seule connaissance nécessaire pour prédire le comportement de ce nœud. Le terme a été inventé par Pearl en 1988.
Dans un réseau bayésien, les valeurs des parents et des enfants d'un nœud donnent des informations sur ce nœud, mais les parents de ses enfants doivent également être inclus, car ils peuvent être utilisés pour expliquer le nœud en question.